# Kambarage (Mbinga)
Kambarage ist ein Verwaltungsbezirk (Ward) des Distrikts Mbinga in der tansanischen Region Ruvuma.

## Geografie
Kambarage liegt im Südwesten von Tansania etwa 25 Kilometer Luftlinie südwestlich der Distrikthauptstadt Mbinga und 15 Kilometer vom Malawisee entfernt.
Der Bezirk grenzt im Nordwesten an Mapera, im Nordosten an Nyoni, im Südosten an Mpapa, im Süden an Mkalanga und im Westen an Lipingo. Bei der Volkszählung 2022 lebten 12.091 Menschen in 2760 Haushalten auf einer Fläche von 43 Quadratkilometern.

## Gliederung
Der Bezirk besteht aus fünf Gemeinden (Mtaa) mit 34 Orten (Kitongoji):
| Matekela - Mimbua - Mango Asili - Kinjenge - Laini A - Laini B - Matekela Asili - Mandumbula - Mkuyu - Kitesa | Ugano - Dodoma - Mbuta - Ndumbi - Mahilo - Ugano Asili - Kiutumbi - Ugano Juu - Ugano Kati - Mwongozo | Mkeyeto - Makunguru - Mkeyeto - Mihuka - Ulingo - Wagawoga | Kitesa - Kitesa Asili - Nandumula - Lunyele - Majani - Matekela | Malindindo - Makambako - Kihuka - Sanzala - Bwehani - Wogawoga - Ulaya |

## Infrastruktur
- Bildung: Die Mwasele Secondary School ist eine staatliche weiterführende Tagesschule mit einer Ausbildung bis zur 4. Stufe.[8]
- Gesundheit: In den Gemeinden Matekela und Ugano gibt es je eine staatliche Apotheke.[9][10]